# رزینا گالی
رُزینا گالی (ایتالیایی: Rosina Galli؛ ۱۸۹۹ – ۳ ژوئن ۱۹۵۰) یک هنرپیشه اهل ایتالیا بود.
از فیلم‌ها یا برنامه‌های تلویزیونی که وی در آن نقش داشته‌است می‌توان به دختران خطرناک هستند، جادوی سیاه و آتشفشان اشاره کرد.